# デブレツェン - ニーラーブラーニ線
デブレツェン - ニーラーブラーニ線（ハンガリー語;Debrecen–Nyírábrány-vasútvonal）は、ハンガリー国鉄の鉄道線の名称である。路線番号は105。

## 運行形態[1]

### 特急(IC)
- コロナ号：　ブダペスト東駅 - デブレツェン - ヴァレア・ルイ・ミハイ - ブラショフ
- ハルギタ号：　ブダペスト東駅 - デブレツェン - ヴァレア・ルイ・ミハイ - ブラショフ
一日2往復の運行。東行はデブレツェンからニーラーブラーニまでノンストップだが、西行はセンタンナプスタを除く各駅に停車する。デブレツェン以西は100号線に、ヴァレア以東はルーマニア国鉄402号線に直通する。
2024年度に運行を開始した。

### 特急(EC)
- サモシュ号：　ウィーン - デブレツェン - ヴァレア・ルイ・ミハイ - サトゥ・マレ
一日1往復の運行。デブレツェン以西は100号線に、ヴァレア以東はルーマニア国鉄402号線に直通する。センタンナプスタは東行に限り停車する。
2019年末に運行を開始した。当初はデブレツェン - ヴァーモシュペールチ間ノンストップで、上下ともセンタンナプスタを通過していたが、2022年度より現在と同じ停車駅になった。

### 普通
停車駅パターン毎に、大きく下記2系統に分かれる。
- 快速：　(ティサレク → ) デブレツェン - ニーラーブラーニ　【平日運行】
一日あたり、平日は東行4本、西行2本、休日は東行2本、西行1本の運行。途中サバドシャーグテレプとヴァーモシュペールチのみに停車する。
過去の運行形態
2018年末に運行を開始した。当初はサバドシャーグテレプ通過で、平日のみ一日4往復の運行であった。西行1本がハラープとセンタンナプスタに停車し、東行1本が109号線のティサレクから直通していた。
2022年度より、平日は東行4本、西行1本、休日は東行1本の運行となった。また、ヴァーモシュペールチ発デブレツェン行の列車が一日1本運行を開始した。停車駅にサバドシャーグテレプが追加された他、ハラープとセンタンナプスタは全て通過となった。
2023年6月の改正で、ヴァーモシュペールチ発の列車がニーラーブラーニ発となった。
2024年4月の改正で、休日の東行1本が増発となった。一方で、各停便の東行1本が減便となった。

- 各停：　デブレツェン - ニーラーブラーニ ( - ヴァレア - バイアマーレ/オラデア )
デブレツェン - ニーラーブラーニ間に、2時間に1本の運行だが、時間帯によっては4時間間隔が空くこともある。一日2往復がルーマニア国内に直通し、うち1往復はヴァレア・ルイ・ミハイからルーマニア国鉄402号線のサトゥ・マレ方面に直通する。なお、センタンナプスタ、ナジチェレ、コンドロシュ、サバドシャーグテレプは一部が通過する。
過去の運行形態
2018年以前は、全列車が各駅に停車していた他、ルーマニア直通が一日3往復運行していて、ヴァレア・ルイ・ミハイからルーマニア国鉄402号線のサトゥ・マレ方面、オラデア方面の双方に直通していた。
2019年度より、一部がナジチェレ通過となった。
2020年度より、ルーマニア直通が一日2往復に減便となった。
2022年度より一部がセンタンナプスタ通過となった。
2023年度より、オラデア方面との直通を取りやめた。2023年6月より、コンドロシュ、サバドシャーグテレプ通過の列車が設定された。

## 駅一覧
以下では、ハンガリー国鉄105号線の駅と営業キロ、停車列車、接続路線などを一覧表で示す。なお、全て各駅停車である。
- 種別
  - IC：特急「インターシティ」
  - EC：特急「ユーロシティ」
  - Sz：普通
- 停車駅
  - ■印：全列車停車
  - ●印：一部通過
  - ∨▲：東行は通過、西行は停車
  - ○印：一部停車
  - ｜印：全列車通過

| 路線名 | 駅名                                 | 駅間営業キロ | 累計営業キロ | IC | EC | Sz | 接続路線 | 所在地                 | 所在地                   |
| ------ | ------------------------------------ | ------------ | ------------ | -- | -- | -- | --- | ---------------------- | ------------------------ |
| 105    | デブレツェン駅                       | -            | 0            | ■  | ■  | ■  | 100号線（ブダペスト方面、ザーホニ方面） 106号線（ナジケレキ方面） 108号線（フュゼシャボニ方面）、109号線（ティサレク方面） 110号線（フェヘールジャルマト方面） | ハイドゥー・ビハール県 | デブレツェン郡           |
| 105    | デブレツェン・サバドシャーグテレプ駅 | 3            | 3            | ∨▲ | ■  | ●  | | ハイドゥー・ビハール県 | デブレツェン郡           |
| 105    | デブレツェン・コンドロシュ駅         | 4            | 7            | ∨▲ | ■  | ●  | | ハイドゥー・ビハール県 | デブレツェン郡           |
| 105    | ナジチェレ駅                         | 4            | 11           | ∨▲ | ■  | ●  | | ハイドゥー・ビハール県 | デブレツェン郡           |
| 105    | ハラープ駅                           | 4            | 15           | ∨▲ | ■  | ●  | | ハイドゥー・ビハール県 | デブレツェン郡           |
| 105    | ヴァーモシュペールチ駅               | 5            | 20           | ∨▲ | ■  | ■  | | ハイドゥー・ビハール県 | ハイドゥーハドハーズ郡   |
| 105    | センタンナプスタ駅                   | 6            | 26           | ｜ | ○  | ●  | | ハイドゥー・ビハール県 | ハイドゥーハドハーズ郡   |
| 105    | ニーラーブラーニ駅                   | 4            | 30           | ■  | ■  | ■  | | ハイドゥー・ビハール県 | ハイドゥーハドハーズ郡   |
| 105    | ヴァレア・ルイ・ミハイ駅             | 9            | 39           | ■  | ■  | ■  | ルーマニア国鉄402号線（ブラショフ方面、サトゥ・マレ方面） | ビホル県               | ヴァレア・ルイ・ミハイ町 |